# Juana Ringeling
Juana de los Ángeles Ringeling (Cachagua, Valparaíso, 15 de mayo de 1986) es una actriz chilena.

## Biografía
Nació el 15 de mayo de 1986 en Cachagua. Es hija de Federico Ringeling, quien se desempeñó como alcalde de Zapallar y fue diputado de la República por el distrito 10 entre 1990 y 1994, y de María Isabel Vicuña.
Ingresó a la Escuela de Teatro de la Facultad de Artes de la Pontificia Universidad Católica de Chile (PUC), donde egresó como actriz. 
Impulsada por la necesidad de ahondar en el teatro no convencional realizó un internado de tres meses en Double Edge Theatre en Ashfield, un workshop en el Odin Teatrer en Dinamarca y un workshop del Teatro de los Sentidos en Malalcahuello.

## Carrera
Inquieta y multifacética, ha logrado desarrollar una carrera como actriz, cantante y realizadora. Actuando en cine, teatro, televisión y web, destacándose en producciones como Bim bam bum, Héroes, el musical, La bella y la bestia y la web serie Depto 301, entre otros. En el mundo de la producción y dirección ha incursionado con exitosos proyectos como el taller teatro cárcel, el programa cultural CARNAVAL; el mundo está de fiesta y la serie documental sobre el cuarto disco de Matías Oviedo.
Desde 2013 su veta de cantante ha tomado protagonismo en su carrera, siendo encargada de interpretar parte de la música de la serie Bim bam bum, de la telenovela Chipe libre y convirtiéndose en la voz femenina de Matías Oviedo banda, grabando junto a este su cuarto disco, “Amores Tuertos”.
Hoy vive entre Chile y Los Ángeles, California, donde ha iniciado su carrera internacional siendo protagonista de la película Shortwave, dirigida por Ryan Gregory Philipps, por la cual premiada como mejor actriz en el FilmQuest festival. 
Siempre manteniendo su estrecha relación con la naturaleza, se ha unido a diversas causas medioambientales, colaborando con Reforestemos Patagonia, Moving Chile y siendo socia y activista en la corporación Bosques de Zapallar, que lucha por la conservación del amenazado bosque mediterráneo de la zona central de Chile.

## Vida personal
Juana Ringeling tuvo una relación entre 2010 y 2015, con el actor y músico Matías Oviedo. A fines de 2018 conoció al actor Matías Assler, con quien inició una relación en 2019. Ambos son padres de Aurelio Assler; nacido en julio de 2021, de y Loica Assler; nacida en enero de 2024.

## Filmografía

### Cine
| Cine | Cine                                | Cine                              | Cine |
| Año  | Cine                                | Rol                               |      |
| ---- | ----------------------------------- | --------------------------------- | ---- |
| 2011 | Marcelo, la mafia y la estafa       | Cristina McDowell                 |      |
| 2012 | Patagonia de los sueños             | Chantal                           |      |
| 2012 | The ABCs of Death                   | Alicia, segmento "C is for Cycle" |      |
| 2013 | Barrio universitario                | Isadora Aristizábal               |      |
| 2014 | (09)                                | Carolina                          |      |
| 2015 | Héroes, el asilo contra la opresión | Ema Ruiz                          |      |
| 2016 | Shortwave                           | Isabel                            |      |

### Telenovelas
| Teleseries | Teleseries            | Teleseries              | Teleseries |
| Año        | Teleserie             | Rol                     | Canal      |
| ---------- | --------------------- | ----------------------- | ---------- |
| 2008-2009  | Hijos del Monte       | Rosario Millán          | TVN        |
| 2009-2010  | Los ángeles de Estela | Lourdes "Lulú" Espinoza | TVN        |
| 2010-2011  | 40 y tantos           | Fernanda Elizalde       | TVN        |
| 2011-2012  | Su nombre es Joaquín  | Ofelia Sanfuentes       | TVN        |
| 2013-2014  | Soltera otra vez      | Martina Lira            | Canal 13   |
| 2014-2015  | Chipe libre           | Sofía Villarroel        | Canal 13   |

### Series
| Año  | Serie       | Personaje               | Cadena |
| ---- | ----------- | ----------------------- | ------ |
| 2010 | La Tirana   | Carmen María Eyzaguirre | TVN    |
| 2011 | Ala Chilena | Ella misma              | TVN    |
| 2011 | Cumpleaños  | Emilia Valdés           | TVN    |
| 2011 | La Colonia  | Lynda                   | Mega   |
| 2013 | Bim Bam Bum | Laura Lucero            | TVN    |

### Webseries
| Series y unitarios | Series y unitarios | Series y unitarios | Series y unitarios |
| Año                | Serie              | Rol                | Canal              |
| ------------------ | ------------------ | ------------------ | ------------------ |
| 2013-2015          | Depto 301          | Lulú               | Falabella          |

### Vídeos musicales
| Año  | Título                 | Artista         | Dirección      |
| ---- | ---------------------- | --------------- | -------------- |
| 2004 | A mis 20               | Gonzalo Yáñez   |                |
| 2006 | Llévame                | Kudai           |                |
| 2012 | Ojos que no ven        | Elena Venechi   | Brian Luco     |
| 2013 | Los Muertos Celebrando | Matías Oviedo   | Felipe Hurtado |
| 2017 | Duelo                  | Benjamín Walker | Sergio Allard  |

### Teatro
- La Bella y la Bestia, el musical (Mall Plaza) - Personaje: "Bella" (2014).
- Piratas del Caribe, el musical (Mallplaza) - Personaje: "Princesa Isabel de Wan Guld" (2019).

## Programas de televisión
- El locutor (24 Horas, 2013) - Invitada.
- Zona de Estrellas (Zona Latina, 2013) - Invitada.
- Mentiras Verdaderas (La Red, 2014) - Invitada.
- Carnaval, el mundo está de fiesta (Canal 13 Cable), 2014-2016 - Conductora.

## Publicidad
- Margarina Soprole (2010).
- Galletas Frac- Bi  (2010).
- Embajadora de Americanino (2011).
- Despegar.com (2013).
- Falabella.com - Lulu (2013).
- Misiones de Rengo - protagonista (2014-presente), junto a Beto Cuevas (2020-presente)

## Radio
- Green News - Radio Concierto (2025)